# Heidenstock

Wied-Runkel, 1765, Text: Zugeiner und Zusam̄en Gerotteter Vagabonten straffe

Heidenstöcke (Vagabundenstöcke, Zigeuner[warnungs]stöcke, Taternpfähle, Warnstöcke oder ähnlich) waren seit dem ausgehenden 17. und im 18. Jahrhundert flächendeckend an den Grenzen der Staaten des Alten Reichs errichtete Zeichen, die den Zutritt ins Land verboten.

## Geschichtliche Einordnung
Es handelte sich in der Regel um Holzpfähle mit Blechschildern, auf denen mit Bild und Schrift davor gewarnt wurde, bei Risiko schwerer Strafen das Land zu betreten. Die Abbildungen zeigten Strafakte wie das Karrenschieben, das Prangerstehen oder die Hinrichtung am Galgen. Die Bildmotive variierten; stets war die Galgenstrafe darunter. Die begleitende Schrift nannte als Adressaten allgemein „Vagabunden“, die Gruppe der „Heiden“, „Zigeuner“ und „Tatern“ und mitunter zusätzlich auch Juden.
Heidenstöcke richteten sich gegen „herrenloses Gesindel“. Damit waren im Wesentlichen drei Gruppen von Menschen bezeichnet, die ohne Bindung an einen Untertanenverband lebten, so dass für sie ein allgemeines Betretungsverbot für jedes staatliche Territorium galt, sie also grundsätzlich nirgendwo aufenthaltsberechtigt waren: vagierende Armut der Mehrheitsgesellschaft, „Betteljuden“ und Roma.
Eine erste Angabe zu „an den Gränzen bereits aufgepflanzten Warnungstafeln gegen den ‚Einzug der Zigeuner‘ und gegen ‚starke Bettler‘“ liegt für 1685 für Kleve-Mark vor. 1696 sollten sie ausgebessert werden. Dabei ging die Verordnung näher auf den gemalten Inhalt ein: „ein von dem Scharfrichter ausgepeitscht werdender Zigeuner mit den beiden Aufschriften ‚Strafe der Zigeuner‘ und ‚Strafe der starken Bettler‘“.
Als Verbotsschild stand diese Form der Warnung nicht allein. Ähnliche Warnzeichen, wie zum Beispiel der vor der Missachtung des Fischfangverbots warnende „Fischstock“, existierten für andere Formen der Übertretung.

## Populäre Deutungen
Inzwischen ist das Alltagswissen um Inhalt und Bedeutung der Verbotsschilder erloschen. Unerkannt finden sich noch entsprechende Orts- und Flurnamen und im Anschluss daran Straßennamen (Am Heidenbaum, Heide[n]stock, Heidenpfahl, Heidepohl). Soweit Deutungen vorgelegt werden, beziehen sie sich auf weit zurückliegende mythische Zeiten, für die es Belege nicht geben kann. Das junge Alter dieser Deutungen wird erkennbar in der Unkenntnis von „Heiden“ als Synonym für „Zigeuner“, das in den Dialekten bis tief ins 20. Jahrhundert hinein noch lebendig war, aber dort mit ihnen untergegangen ist. Das ist auch deshalb bemerkenswert, weil „Heiden“ in weiten Teilen des deutschen Sprachraums in der Volkssprache mindestens bis ans Ende der Frühen Neuzeit das dominierende Wort für die eher selten so bezeichneten „Zigeuner“ war.
Auf dem Grenzweg zwischen Südsauerland und Wittgenstein steht ein bis heute immer wieder erneuerter Heidenstock. Er zeigt inzwischen keine offenen Hinweise auf seine vormalige Funktion mehr. Es heißt von ihm, er sei eine „heidnische“ Opferstätte bzw. ein Erinnerungsmal am Ort eines Gemetzels christlicher Franken an den zu christianisierenden Sachsen. Vor dem nahegelegenen Dorf Girkhausen stand offenbar ein nächster Warnpfahl. Hier wird die Erklärung für das Flurstück „Am Heidenstock“ ins späte Mittelalter verlegt und mit Wallfahrten in Verbindung gebracht.
Eine andere bekannte Fehldeutung ist die des römischen Kleinkastells Heidenstock im Taunus. Der Name gehe auf die „heidnischen“ Römer zurück.
Zu „Haarestock“ und „Haareborn“ (= Heidenbrunnen) in Perscheid (Hunsrück) hat die lokale Folkloristik eine so beleglose wie fantasievoll ausgestattete „uralte Ortssage“ als Gründungsmythos geschaffen: Die Bewohner der „großen Stadt“, die das Dorf Perscheid gewesen sei, seien „Heiden“ gewesen. „Als ihre Stadt zerstört wurde, vergruben sie ihr Götzenbild, ein goldenes Kalb und einen Kessel voll Gold in die Erde.“
Gemeinsam ist all diesen Herleitungen, dass sie in keiner Weise die realgeschichtliche Bedeutung der Abwehrzeichen und die offenbar allgemeine Präsenz des ausgeschlossenen vagierenden Bevölkerungsteils erkennen lassen.